# Amblypodia adonias
Amblypodia adonias är en fjärilsart som beskrevs av William Chapman Hewitson 1862. Amblypodia adonias ingår i släktet Amblypodia och familjen juvelvingar. Inga underarter finns listade i Catalogue of Life.